# Гречана Гребля
Гре́чана Гре́бля —  село в Україні, у Броварському районі Київської області. Населення становить 36 осіб. Входить до складу Згурівської селищної громади.

## Історія
Селище є на мапі 1812 року як Гречаного Гребля.
Одна з перших офіційних згадок про село міститься у книзі «Списки населенных мест Российской империи. Полтавская губерния» 1859 року. Село тоді належало до 2-го стану (центр був у селі Жоравка) Пирятинського повіту. У книзі село найменоване як «Перевод (Речная Гребля)». У селі власницькому і козацькому, при річці Перевід, налічувалося 45 дворів, мешкав 321 житель. Після запровадження 1866 р. волосного поділу входило до складу Попівської волості Пирятинського повіту.
Селище було приписане до Вознесенської церкві у Попівці.

У художній літературі існують більш ранні згадки про Гречану Греблю, зокрема у билині «Телепень» (1836 рік) Євгена Гребінки (збірка «Рассказы пирятинца»): 
Передъ нами разстилается прекрасная картина: вотъ цвѣтущія окресности Яготина; вот дворецъ послѣдняго гетмана Малороссіи графа Разумовскаго; вотъ за рѣкою красивое селеніе Гречаная-Гребля; тутъ длинная плотина, обсаженная вербами, перерѣзываетъ широкую рѣку Перевод; влѣво отъ дороги тянется дубовая роща, вправо гуляють глаза по чистой степи. «А это на степи что за насыпь?», – спросите вы у ямщика. – Телепень (Є.Гребінка «Телепень», 1836 р., с. 46. Збірка «Рассказы пирятинца»).
1912 - "деревня" Гречна Гребля, 449 мешканців.
До 1923 р. входило до складу Пирятинського повіту Полтавської губернії, з 1923 по 1930 р. - до складу Яготинського району Прилуцької округи Полтавської губернії, з 1935 по 1937 р. - до Згурівського району Харківської області, з 1937 по 1954 р. - до складу Згурівського району Полтавської області, з 1954 по 1962 р. - до складу Згурівського району Київської області, з 1962 по 1986 р. - до складу Яготинського району Київської області, з 1986 р. по 2020р. - до складу Згурівського району Київської області, з 2020р. -  до складу Згурівської селищної громади Броварськаого району Київської області.